# Gorset

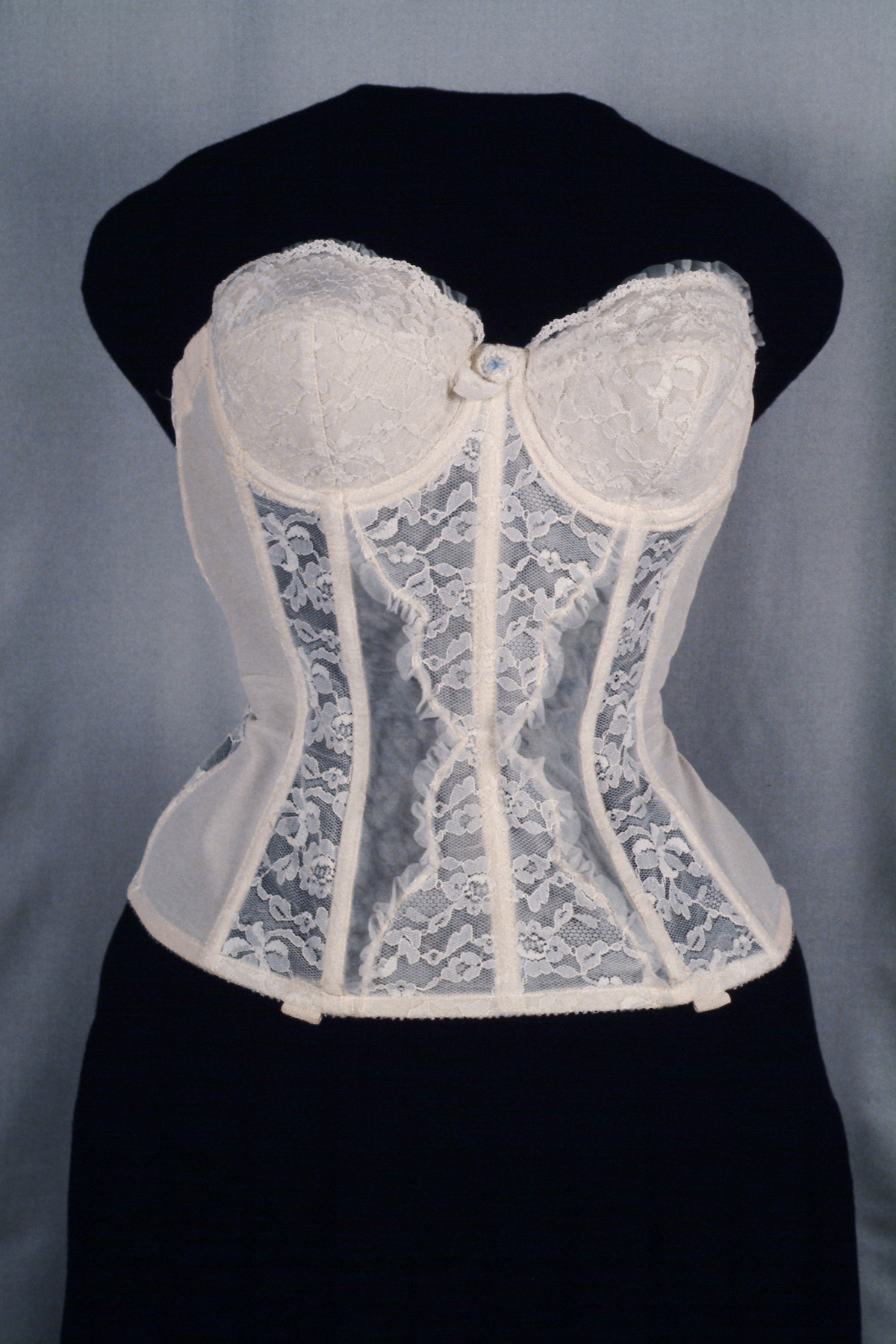
Gorset, lata 50 XX w.

Gorset – część ubioru damskiego używana od końca XIV wieku. Podstawowym zadaniem gorsetu było niegdyś głównie usztywnienie korpusu, uwydatnienie biustu, podkreślenie i wysmuklenie linii talii, dziś natomiast gorsety służą także redukcji tkanki tłuszczowej, wzmocnieniu mięśni brzucha, przywróceniu jędrności skóry po np. ciąży. Niekiedy zakładany również przez mężczyzn dla odpowiedniego ukształtowania sylwetki i jako pomoc w ćwiczeniach.

## Historia

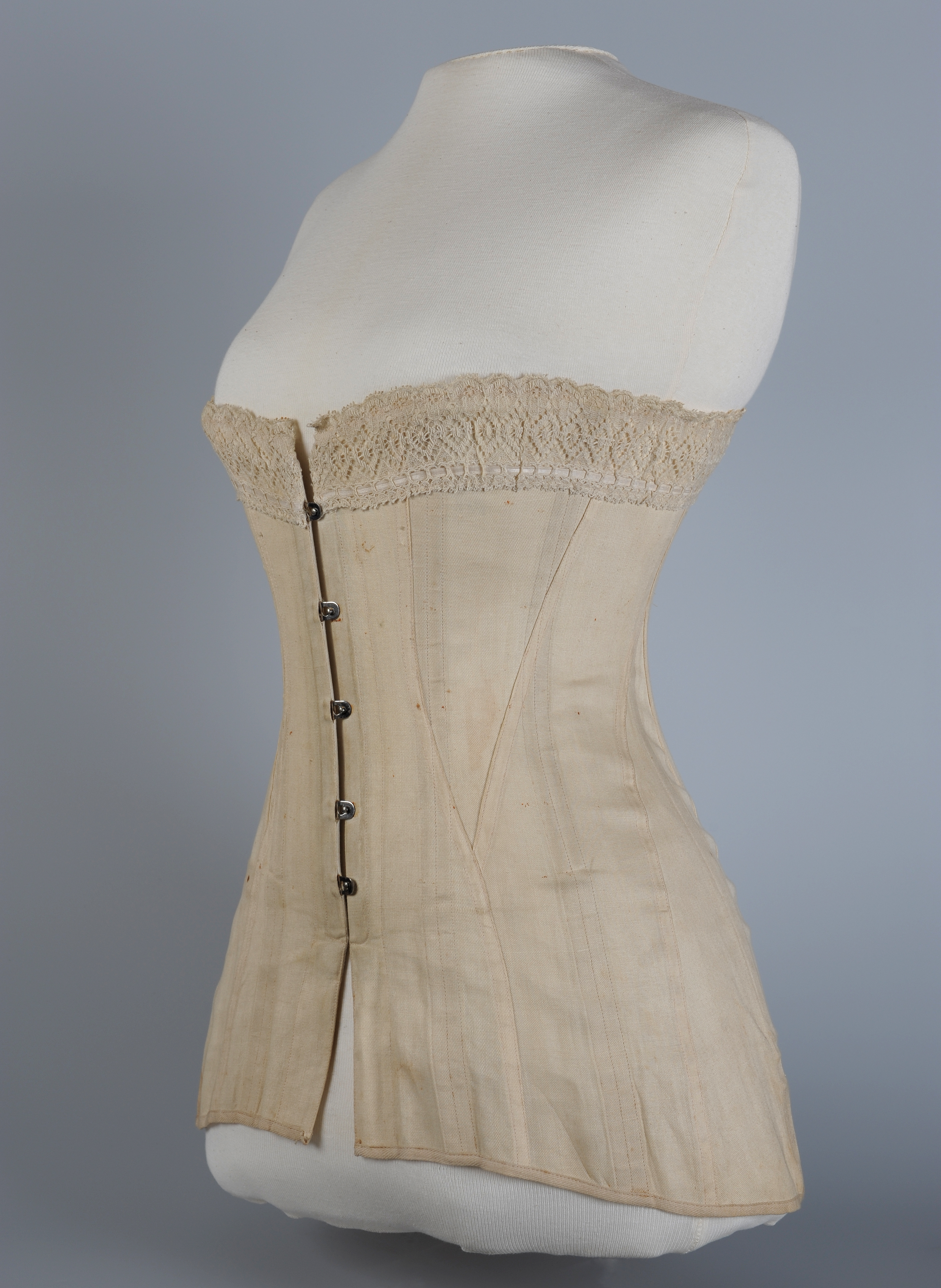
Gorset z początku XX w.

Formy gorsetów, materiały wykonania zmieniały się w ciągu wieków tak, jak zmieniała się estetyka i lansowany ideał piękności.
- XIV wiek – gorsety w miarę luźne, na dość szerokich ramiączkach, sznurowane na plecach, szyte z dwóch warstw i różnych materiałów, np. skórzane, płócienne, lniane, bawełniane, wykładane jedwabiem, usztywniane fiszbinami z kości lub prętów
- XVI wiek – gorsety z pogłębionym dekoltem i wydłużone do talii.
- II połowa XVII wieku i XVIII wiek – wydłużenie z przodu, mocniej usztywniane, modelowały sylwetkę, ciasno sznurowane, zmieniały kształt żeber i tym samym wysmuklały sylwetkę. Było to wielokrotnie przyczyną deformacji płuc w okresie dziecięcym, a to prowadziło do niewydolności oddechowej, chorób w dojrzałym wieku i skrócenia życia[potrzebny przypis]. Głównym zadaniem gorsetu w XVIII wieku było podniesienie biustu widocznego w głębokim dekolcie i wysmuklenie talii. Od gorsetu odstąpiono w okresie około rewolucyjnym, czyli na przełomie XVIII i XIX wieku. Jednak powrócono do nich już około 1820 roku.
- XIX wiek i początek XX – najbardziej skomplikowana forma kroju. Gorsety sięgały do połowy bioder, a więc dodatkowo spłaszczały brzuch. Usztywniane i sznurowane w ten sposób, że ściskały nieznacznie górne żebra, a ostatnie 3-4 zaginały wręcz do środka, zmniejszając tym samym objętość klatki piersiowej i spłycając oddech. W okolicach talii krępowały narządy wewnętrzne, deformując je i nienaturalnie rozmieszczając w ograniczonej przez gorset przestrzeni organizmu. Prowadziło to do wczesnych zgonów, krwotoków wewnętrznych i niewydolności oddechowej. Szczególnie szkodliwy wpływ miały dla rozwijających się dopiero organizmów dzieci.[potrzebny przypis]
- Po I wojnie światowej fala emancypacji doprowadziła do zniesienia gorsetów i zastąpienia ich biustonoszami, bądź elastycznymi gorsetami gumowanymi. W okresie międzywojennym zanikły prawie zupełnie.
- Do łask gorset wrócił w latach 80 dzięki kreatorowi mody Jean-Paul Gaultierowi i jego licznym modelom gorsetów zaprojektowanych specjalnie dla Madonny. Dzięki temu zabiegowi gorsety wróciły na deski projektantów i do kobiecej garderoby. Tym razem głównie jako elegancka cześć bielizny lub erotyczny atrybut sypialniany[1].

Osobę zajmującą się gorsetami nazywamy gorseciarką.

## Gorset w polskim stroju ludowym

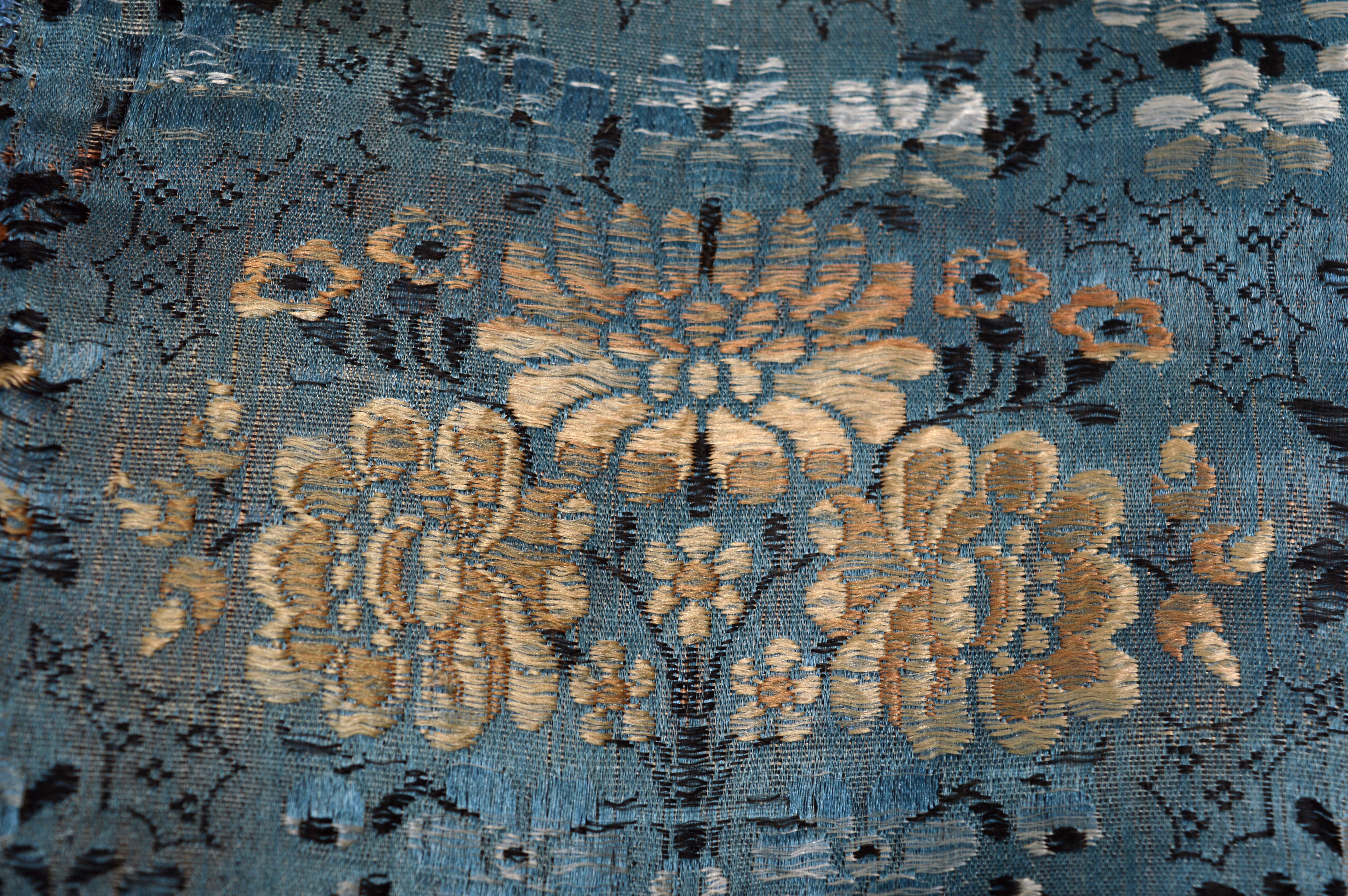
Gorset podhalański (detal). Kolekcja Muzeum Tatrzańskiego w Zakopanem

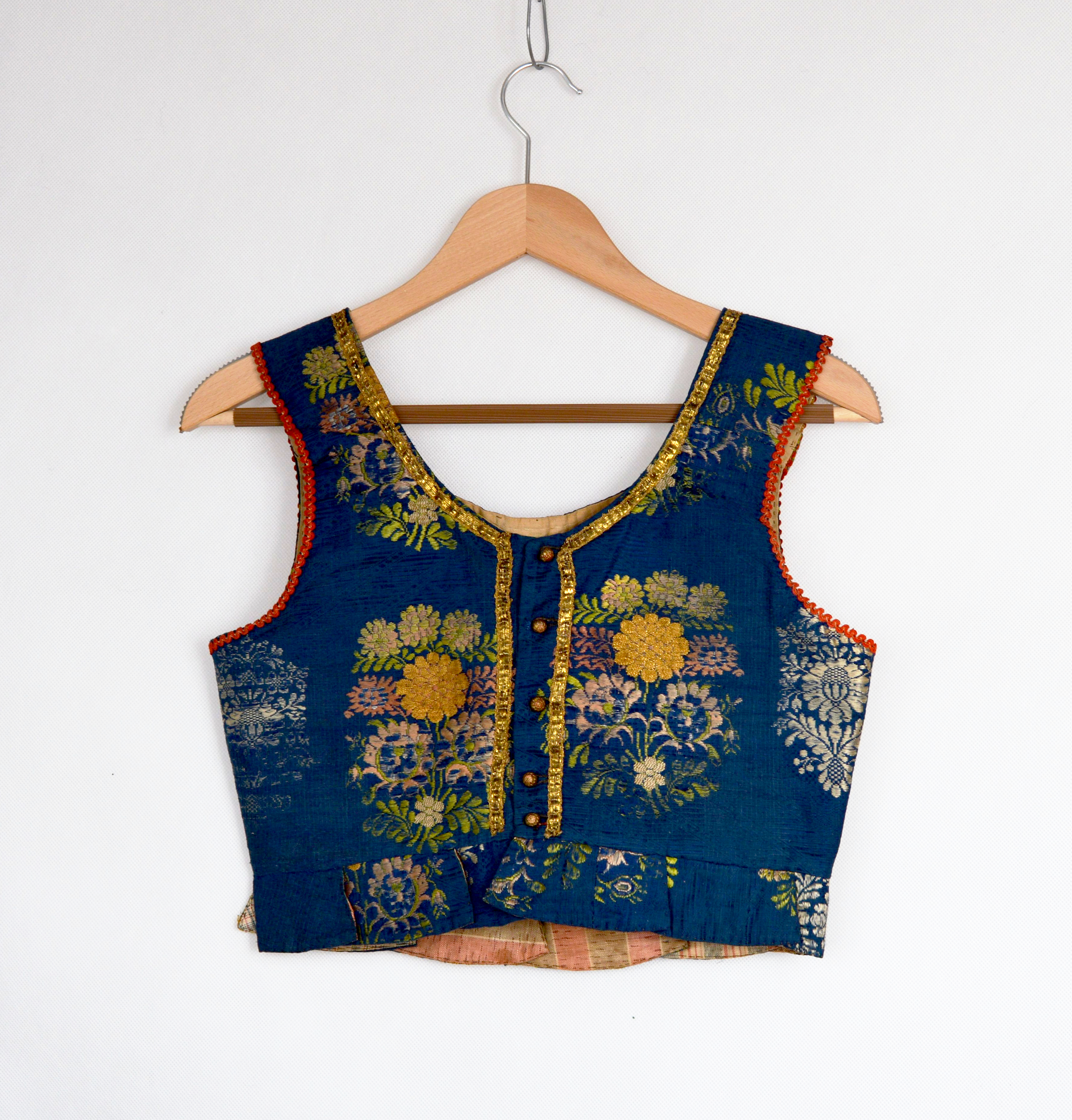
Gorset podhalański, kolekcja Muzeum Tatrzańskiego w Zakopanem

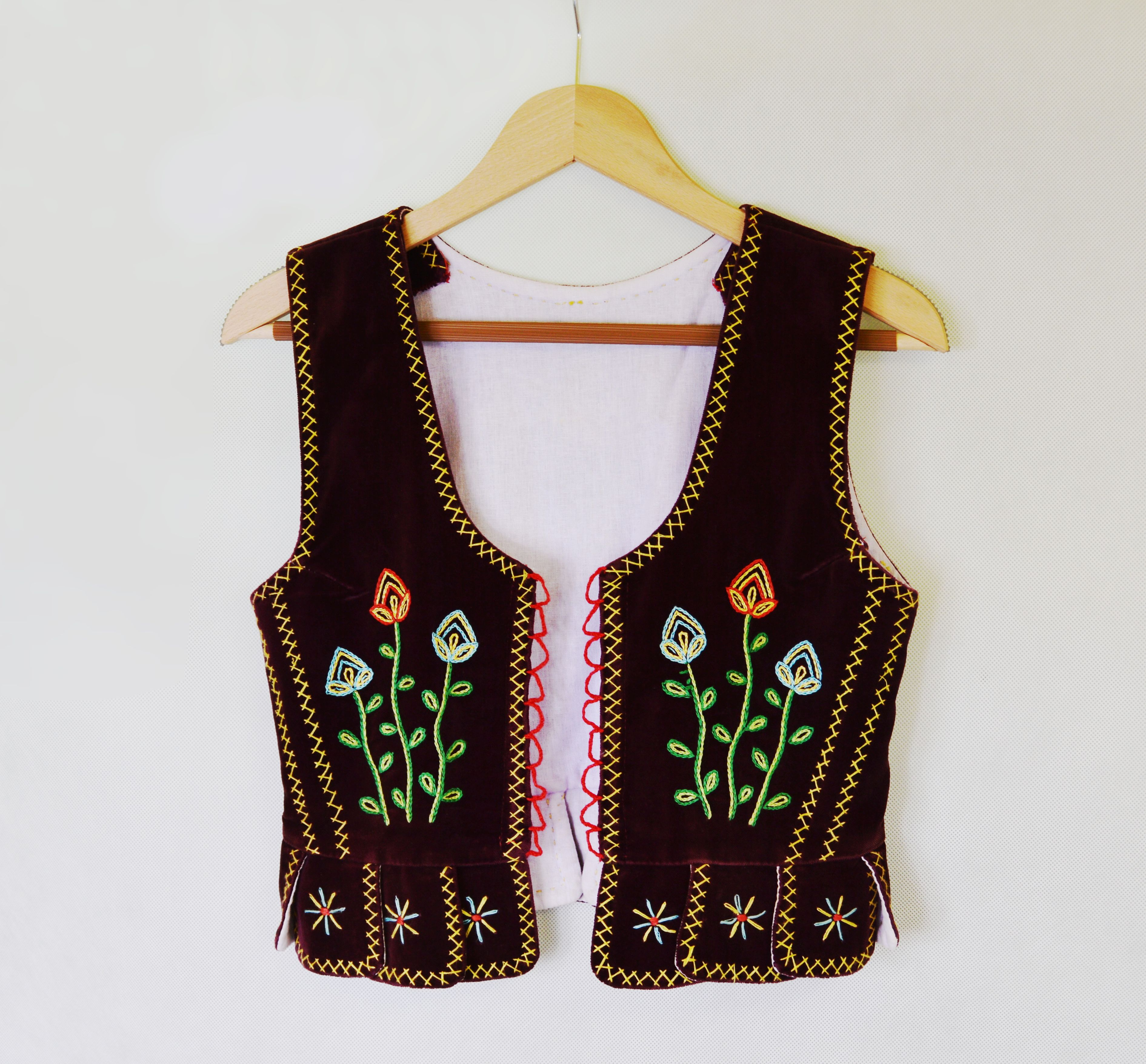
Gorset żywiecki

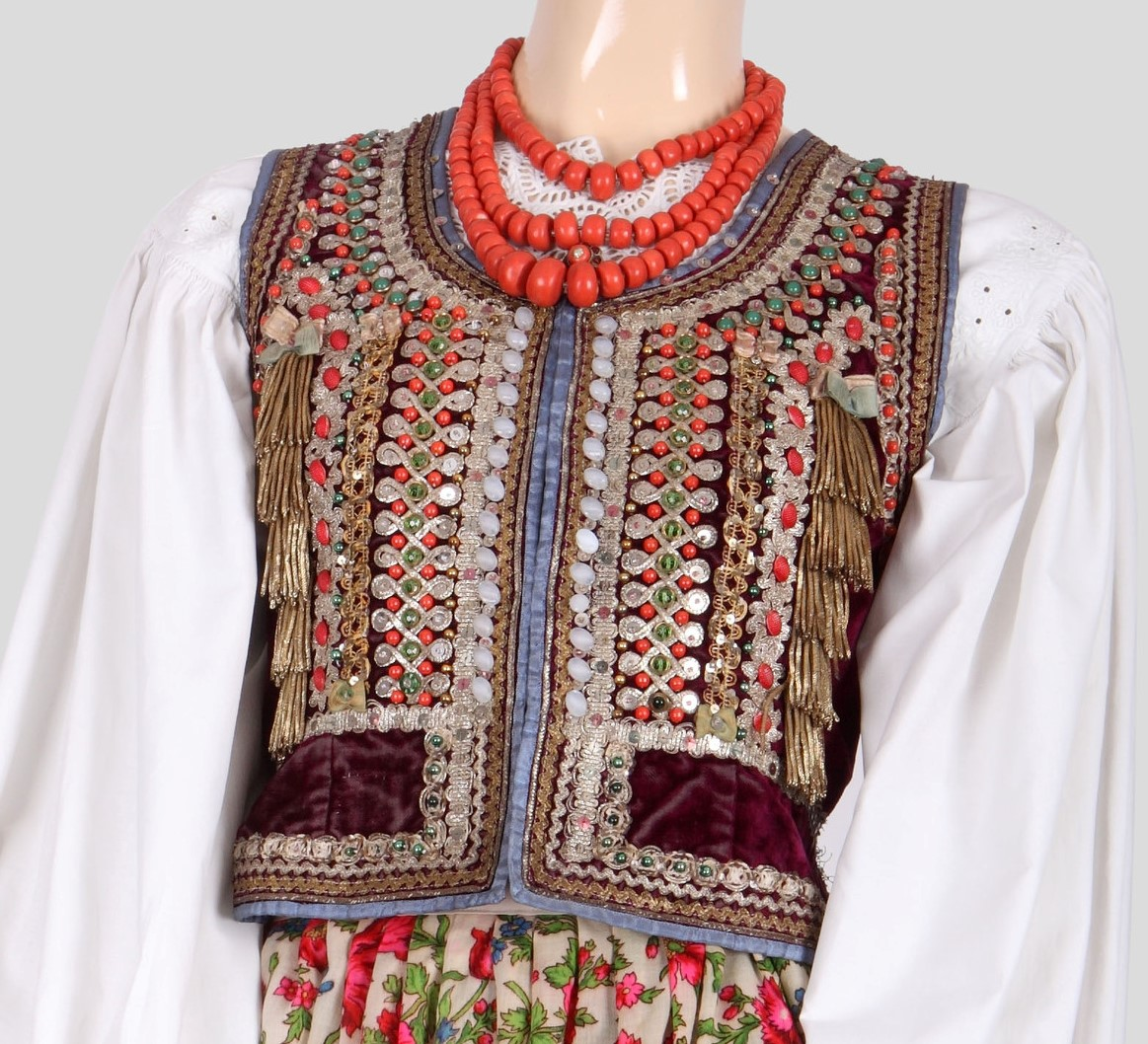
Gorset ze wsi Zielonki. Muzeum Etnograficzne im. Seweryna Udzieli w Krakowie

Zwyczaj noszenia gorsetów przez kobiety wiejskie przejęty został ze stroju mieszczek i rozpowszechnił się na wsi na przełomie XVIII i XIX wieku.
Najbardziej zdobne gorsety pochodzą z Mazowsza i z  południowych części Polski. Gorsety kobiet z Podegrodzia były czarne, aksamitne i obszywane na szwach kolorowym siutaziem. W miarę rozwoju hafciarstwa wyszywano na nich stylizowane gałązki z barwnych, szklanych koralików i cekinów. Gorsety ze Śląska Cieszyńskiego zdobiono z kolei haftem złotym, a nazywano je „żywotkami” (wyraz pochodzenia słowackiego, odpowiednikiem polskim jest słowo „stanik”).

### Gorsety podhalańskie
Na  Podhalu były gorsety o prostszych wzorach, uszyte z tańszych tkanin, ale zamożniejsze gaździny mogły mieć gorsety uszyte z drogocennych tkanin (np. francuski jedwab, brokat itp.) pozyskanych od handlarzy (tureckich ,,olejkarzy"), zbójników czy krakowskich mieszczek. Przykłady takich gorsetów można znaleźć w kolekcji Muzeum Tatrzańskiego.
W drugiej połowie XIX wieku  pojawia się moda na ozdabianie gorsetów stylizowanymi przedstawieniami ostu i szarotki. Największa popularność tego motywu przypada na początek XX wieku.  Wraz z modą na „styl krakowski” zaczęto do podhalańskich gorsetów doszywać błyszczące cekiny i szklane koraliki.

### Gorsety krakowskie
We wsiach na północno-wschodnim obrzeżu Krakowa noszono gorsety sukienne lub aksamitne, zapinane na haftki, zakończone u dołu pleców fałdkami. Ślubne gorsety szyto z brokatów i jedwabnych adamaszków. Gorsety te były bogato zdobione szeregami taśm pasmanteryjnych, jednokolorowymi chwostami, ozdobnymi guzikami, zwłaszcza czerwonymi – imitującymi korale.
Od końca XIX i początku XX wieku upowszechnił się także w innych okolicach, między innymi we wsi Zielonki i w sąsiednich Bronowicach. Jest on  podobny do typowego gorsetu krakowskiego, posiada jednak charakterystyczne szlaki chwostów (lub chwastów) wzdłuż zapięcia, za szerokimi pasami dekoracyjnymi. Wykonane są ze złotego bajorka. Podobne chwosty naszyte są także w tyle gorsetu powyżej fałdów.